# Riodina barbouri
Riodina barbouri är en fjärilsart som beskrevs av Bates 1935. Riodina barbouri ingår i släktet Riodina och familjen Riodinidae. Inga underarter finns listade.